# Калисанов, Мырзагали
Мырзагали Калисанов (каз. Мырзағали Қалисанов, 1876 год, аул Теректы (сегодня — Джаныбекский район, Уральская область), Туркестанский край, Российская империя — дата и место смерти не известны, СССР) — колхозник, чабан, Герой Социалистического Труда (1948).

## Биография
Родился в 1876 году в ауле Теректы. С 1932 года по 1960 год работал чабаном в колхозе имени Куйбышева Чапаевского района Западно-Казахстанской области Казахской ССР.
В 1961 году вышел на пенсию.
Когда Мырзагали Калисанов вступил в колхоз в 1932 году колхозная отара насчитывала около ста овец. Благодаря деятельности Мырзагали Калисанова отара увеличилась за несколько лет до поголовья численностью около 1200 овец. В 1947 году он получил от закреплённых за ним овцематок 144 ягнят, которых он полностью вырастил к моменты забоя. За свой доблестный труд Мырзагали Калисанов был удостоен в 1948 году звания Героя Социалистического Труда.

## Награды
- Герой Социалистического Труда — Указом Президиума Верховного Совета от 23 июля 1948 года.
- Орден Ленина (1948);

## Источник
- Қазақстандық Социалистік еңбек ерлері, 4-том, Алматы, Қазақстан.-1971, стр. 380